# Teesside

División territorial de la región Nordeste. Teesside corresponde al condado número 6

Teesside es una conurbación inglesa del Nordeste de Inglaterra. Está formada por las localidades de Billingham, Middlesbrough, Redcar, Skelton-in-Cleveland, Stockton-on-Tees y otros núcleos urbanos cercanos a la ribera del Tees. De acuerdo con el censo de 2011, la población de esta comunidad es de 376.633 habitantes.
La principal fuente de ingresos de la zona es la industria pesada siendo la siderúrgica British Steel la principal. No obstante, este sector ha entrado en declive a favor de la industria química y tecnológica.